# Serra de l'Olivar
La Serra de l'Olivar és una serra situada als municipis d'Almacelles i Lleida a la comarca del Segrià, amb una elevació màxima de 297 metres.